# Charlotte Vega (hockeyster)
Charlotte Vega (14 maart 1991) is een Nederlands hockeyster en speelde als laatste bij Amsterdam. Op 28 april 2020 gaf zij aan te stoppen met tophockey.
De aanvaller begon haar hockeycarrière bij Qui Vive en stapte in 2010 over naar Pinoké en maakte daar haar debuut in de Hoofdklasse, het hoogste niveau in Nederland. Vega debuteerde onder bondscoach Max Caldas in 2012 bij de Nederlandse hockeyploeg. In 2013 maakte ze de overstap naar naaste club Amsterdam H&BC. 